# Rühme
Rühme ist ein rund vier Kilometer nördlich der Kernstadt gelegener Stadtteil von Braunschweig und gehört zum Stadtbezirk 322 – Nördliche Schunter-/Okeraue.

## Geschichte
Es gibt zahlreiche Hinweise dafür, dass diese Gegend schon in der Frühzeit als Siedlungsgebiet diente, so wurden Steinäxte und Werkzeuge aus Silexmaterial aus der Bronze- oder Eisenzeit gefunden. Das Haufendorf Rühme liegt am westlichen Ufer der zur Schunter fließenden Ohe und den Altarmen der Schunter, die Höfe der Bauern befanden sich auf dem Rücken der ehemals hier vorhandenen Dünen.
Urkundlich wurde Rühme erstmals am 24. Januar 1007 als „Riudum“ oder „Riudun“ im Steterburger Kopialbuch erwähnt, später tauchte die Siedlung unter „Rudern“ und 1605 als „Ruhem“ (Riedheim) in Urkunden auf. Seit im Jahre 1031 die Magnikirche gegründet wurde, gehörte die Siedlung bis ins Jahr 1948 dieser Kirchengemeinde an. Rühme besaß bis zum Jahr 1936 weder eine eigene Kirche noch eine Pfarrstelle oder einen Friedhof.
Ab dem 13. Jahrhundert wurde die Ortschaft ein Teil des Verteidigungsringes um die Stadt Braunschweig. Es wurde zu einem sogenannten „Pfahldorf“. Dafür wurden an der Braunschweiger Landwehr, westlich der Dorflage, ein Wehrturm (der Wendenturm um 1400), eine Zollstation und eine Schmiede errichtet. Der Turm wird 1444 als „torn to wenden“ erwähnt und von 1774 bis 1864 wurde er als Zollstation genutzt, bis zum Jahr 1887 wurde in Rühme noch Chausseegeld erhoben.
Im Jahr 1852 wurden bei einem Brand sechs der elf Hofstellen zerstört und am westlichen Ufer der Schunter neu gebaut.

## Lincolnsiedlung

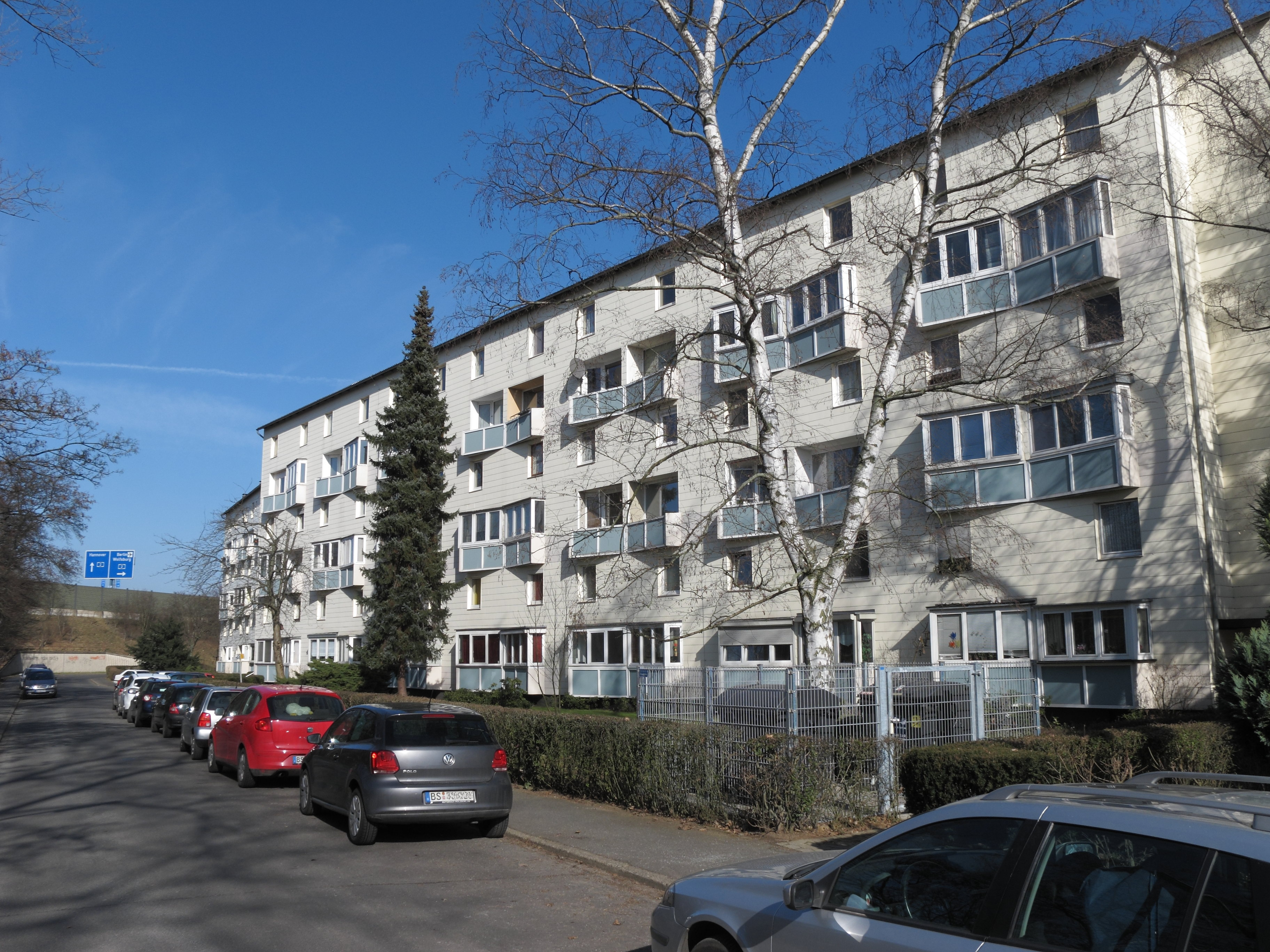
Lincolnsiedlung, Mark-Twain Straße

Im Jahr 1952 wurde im Zuge des Marshallplanes eine neue Wohnanlage für die Stadt Braunschweig errichtet. Als geeignetes Gelände wurde ein Feld, das zwischen der Ortschaft Rühme und der Autobahn lag, erkoren. Hier wurde am 18. April 1952 der Grundstein für die Siedlung gelegt, die nach Abraham Lincoln benannt wurde. Bereits am 9. November 1952 wurde diese fertiggestellt.
Die Anlage bestand aus 15 Reihenhausgruppierungen und drei größeren Wohnblocks. Die Architektur der Gebäude richtete sich nach den festen Vorgaben und den zur Verfügung gestellten Mitteln. So wurden sie unter den Gesichtspunkten der Zweckmäßigkeit, kostengünstig und in schlichtem Stil errichtet.
Mit dem Bezug der Lincolnsiedlung durch Familien wurde das Schulgebäude in Rühme zu klein. Daher wurde mit der Neuerrichtung einer Volksschule im Bereich des Wendenturms begonnen. Die ersten Gebäude konnten am 6. August 1953 eingeweiht werden. Der zweite Bauabschnitt wurde im April 1959 seiner Bestimmung übergeben und konnte den Schulbetrieb aufnehmen. So standen nun 15 Räume für 15 Klassen zur Verfügung, 1966 kam eine Turnhalle hinzu.
Die Lincolnsiedlung gehört gemeinsam mit dem Ortskern Rühme zum Statistischen Bezirk 41 – Rühme Ost, in dem 1484 Einwohner wohnen.

## Vorwerksiedlung

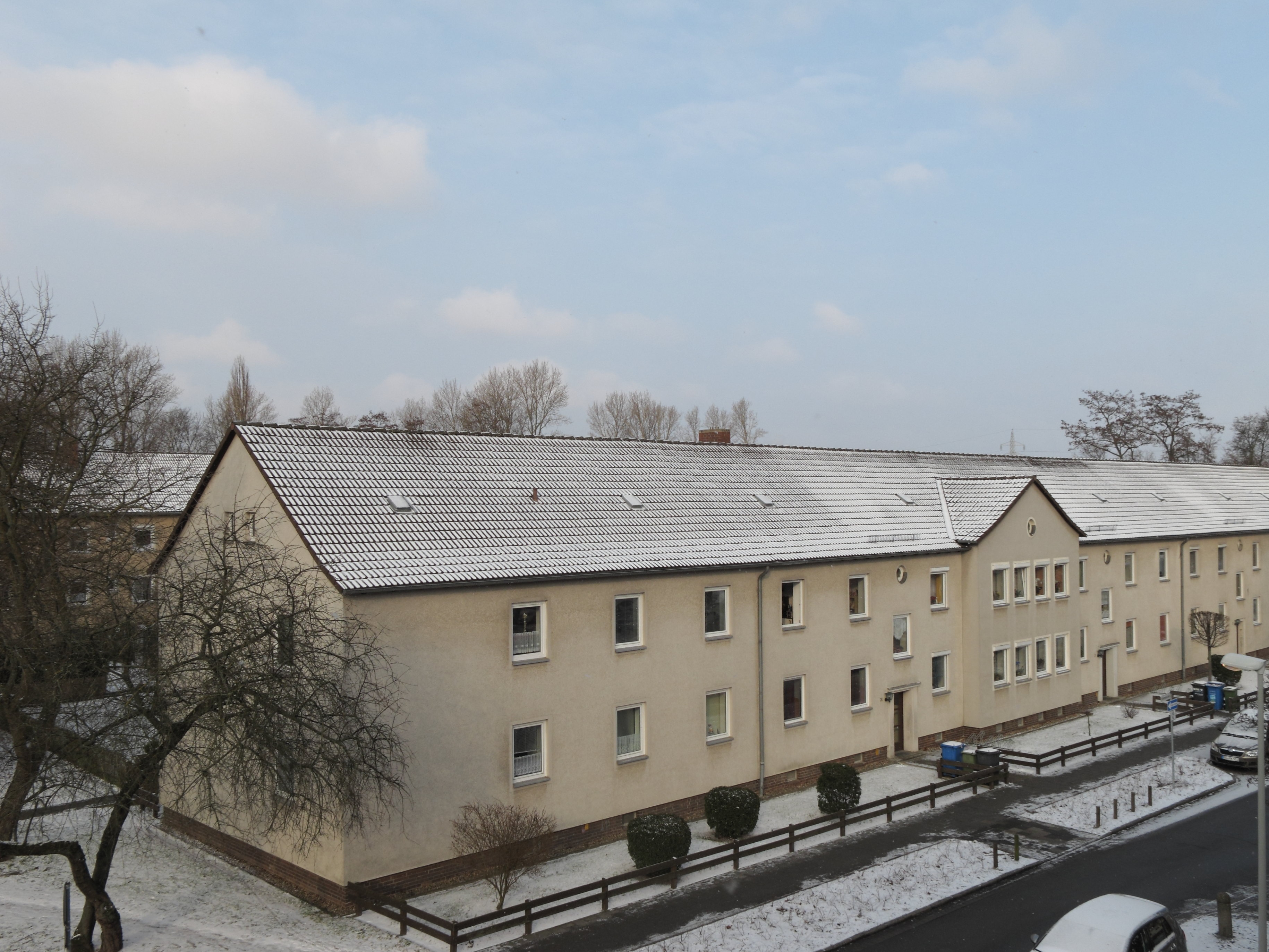
Vorwerksiedlung, typisches Wohngebäude

Die Vorwerksiedlung wurde in den Jahren 1938 bis 1940 in der Rühmer Feldmark für die Mitarbeiter des Volkswagen-Vorwerks errichtet. Sie bot zunächst rund 400 Wohnungen in zweigeschossiger Bauweise.
Die Straßen der neu errichteten Siedlung erhielten Namen nach österreichischen Städten und Ländern, da kurz zuvor der Anschluss Österreichs an das Deutsche Reich erfolgt war. Bis auf die Riesebergstraße, die ursprünglich nach Adolf Hitlers Geburtsstadt Braunauer Straße genannt wurde, tragen alle Straßen noch ihren ursprünglichen Namen.
Mitte der fünfziger Jahre wurden weitere Wohnungen errichtet, darunter auch Obdachlosenwohnungen, die der Siedlung den Dysphemismus Mau-Mau-Siedlung einbrachten.
Die Vorwerksiedlung – statistischer Bezirk 42 – beherbergt 1306 Einwohner.

## Wirtschaft und Industrie
Rühme war bis zum Beginn der Industrialisierung ein landwirtschaftlich geprägtes Dorf, danach siedelten sich jedoch Handwerksbetriebe an und es entstanden eine Zichorien- und eine Konservenfabrik.
Die neueren in Rühme angesiedelten Unternehmen stammen, neben dem Einzelhandel zur Versorgung der Einwohner, vorwiegend aus der Automobilbranche. So befinden sich im Süden das Volkswagenwerk Braunschweig und der Hauptsitz der Volkswagen Financial Services AG und entlang der Gifhorner Straße zahlreiche Autohäuser verschiedener Hersteller und Dienstleister.
Im Gewerbe- und Industriegebiet Schmalbachstraße/Porschestraße befinden sich die Prüfstelle des TÜV und das Straßenverkehrsamt.
Die ExxonMobil Production Deutschland GmbH, eine Tochtergesellschaft der Exxon Mobil Corp., betreibt in Niedersachsen mehrere Erdölförderstätten, darunter eine vergleichsweise große Anlage, die teilweise auf das Gebiet des  Stadtteils Rühme reicht.

## Infrastruktur

### Verkehr
Rühme verfügt mit dem Autobahnanschluss Hansestraße über einen direkten Anschluss an die Braunschweiger Westtangente (A 391) und über das nahe gelegene Autobahnkreuz Braunschweig-Nord an die A 2 nach Hannover und Berlin.
Im öffentlichen Personennahverkehr verfügt Rühme mit der Linie 1 über eine direkte Straßenbahnanbindung in die Innenstadt sowie ab der Haltestelle Lincolnsiedlung Anschluss an die umliegenden Stadtteile per Busverbindungen.

### Öffentliche Einrichtungen
Neben einer Kindertagesstätte verfügt Rühme über eine Grundschule sowie der Astrid-Lindgren-Förderschule mit dem Schwerpunkt Lernen auf demselben Gelände.
Im Jahr 2008 sollte an der Maybachstraße der Volkswagen-Betriebs-Kindergarten Frech-Daxe eröffnet werden. Da die Maybach-Manufaktur zur Daimler AG gehört, drängte der Konzern auf eine Umbenennung eines Teils der Straße. So wurde die Maybachstraße ab dem Kindergarten umgewidmet und heißt ab dort Käferweg.
Rühme verfügt seit 1874 über eine eigene Freiwillige Feuerwehr mit angeschlossener Jugendabteilung (Jugendfeuerwehr), die für den Brandschutz und die allgemeine Hilfe insbesondere auf örtlicher Ebene sorgt. Zusammen mit den Feuerwehren Ölper und Lehndorf bildet sie den Fachzug 87 "Wasserförderung" und wurde 2009 mit einem Tragkraftspritzenfahrzeug mit Wasser (TSF-W) und Gerätewagen-Logistik 2 (GW-L2) zum Transport von Schlauchleitungen ausgestattet.

### Kirchen

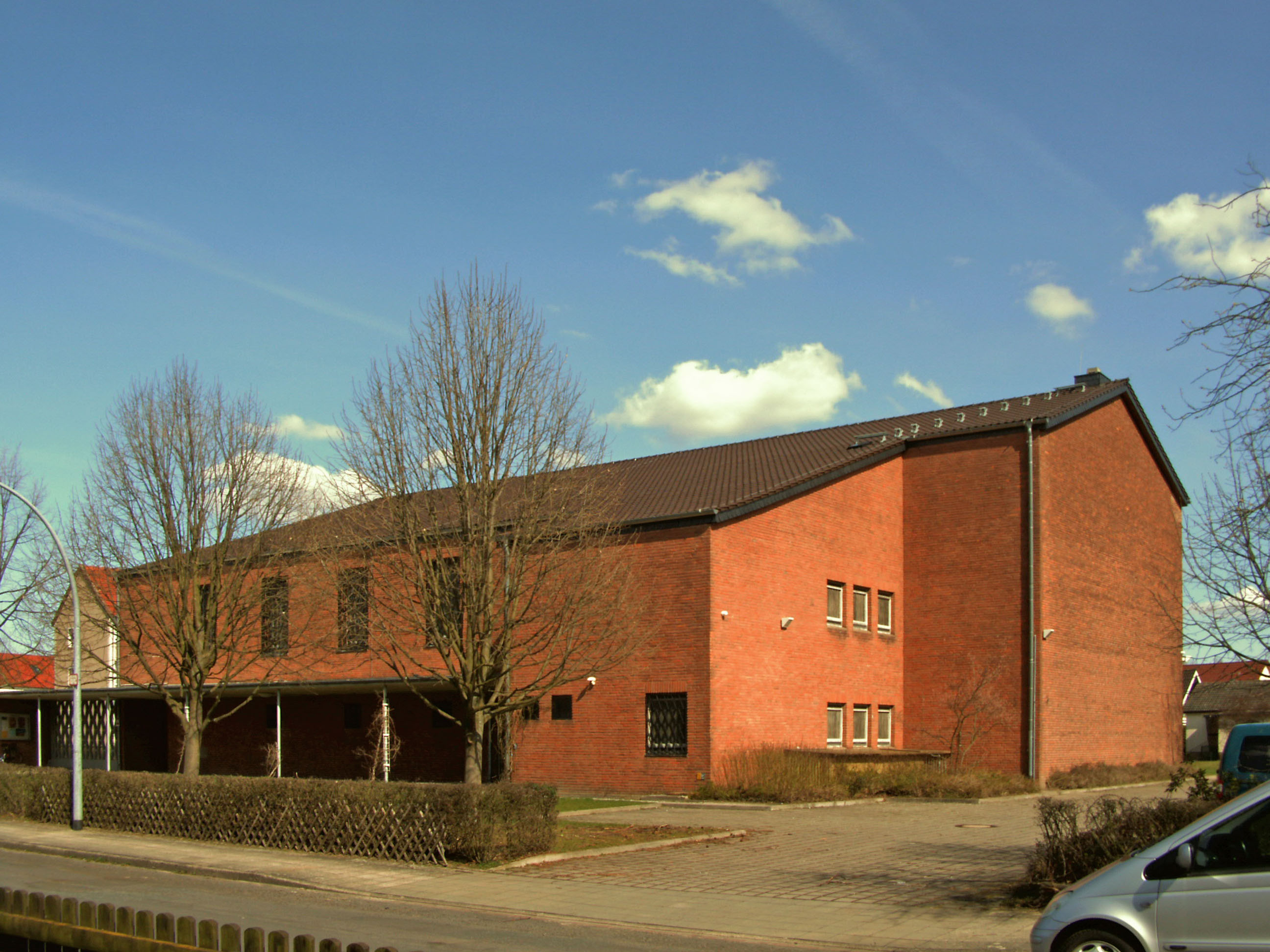
St.-Christophorus-Kirche

Zur evangelisch-lutherischen Kirchengemeinde St. Trinitatis zu Rühme und Veltenhof gehört die St.-Trinitatis-Kirche an der Osterbergstraße, sie wurde 1936 als Friedhofskapelle erbaut.
Die katholische St.-Christophorus-Kirche befindet sich am Hesterkamp. 1961/62 wurde die Kirche erbaut, 1992/93 das angrenzende Gemeindehaus. Heute gehört die Kirche zur Pfarrgemeinde St. Aegidien.

### Vereine
- Der einzige Verein mit sportlicher Ausrichtung ist die Sportvereinigung Rühme von 1921 e. V. mit den Abteilungen Tennis, Fußball, Dart, Schießsport und Gymnastik/Turnen.
- Als zweiter Verein ist der Kleingartenverein Heideland e. V. im Norden von Rühme beheimatet.
- Der Kultur- und Förderverein Rühme e. V. ist der Verein für gemeinschaftliche Veranstaltungen sowie kultur- und naturbezogene Projekte in Rühme. Das vom Verein eingerichtete Natur-Infozentrum inklusive Insektenhotel und eigenem Bienenvolk wertet die Rühmer Schunterauen als Naherholungsgebiet auf. Des Weiteren initiierte und finanzierte der Kulturverein die Errichtung des Landwehr-Denkmals im Park des Wendenturms zur Erinnerung an die ehemalige Braunschweiger Stadtbefestigung.[7]

### Unterhaltung und Gastronomie
Neben den Vereinsheimen des SV Rühme und KGV Heideland haben sich in Rühme mehrere Gastronomen, wie das „Restaurant im Wendenturm“ und das „Kegelcenter Nord“ angesiedelt.

## Wappen
Das Wappen zeigt einen mittig angeordneten silbernen Turm, der von zwei silbernen Rohrkolben flankiert wird auf einem roten Schild.
Die Rohrkolben geben den alten Namen des Ortes (Riedheim) „selbstredend“ wieder. Der Turm symbolisiert den Wendenturm als Wehrturm der Braunschweiger Landwehr. Die Farben Rot-Weiß entsprechen denen der Stadt Braunschweig und stehen für die jahrhundertelange Verbindung mit dieser.
Arnold Rabbow hat das Wappen entworfen, es wurde am 10. Juli 1980 durch die Bürgerversammlung in Rühme angenommen.

## Persönlichkeiten
- Willi Giesemann (1937–2024), Fußball-Nationalspieler, geboren in Rühme
- Joachim Bäse (1939–2020, geboren in Rühme), ehemaliger Fußball-Nationalspieler